# Sic bo
Le sic bo (骰寶, pinyin tóu bǎo « dés précieux »), aussi appelé tai sai (大細, pinyin dà xì « grand et mince »), ou encore dai siu (大小, dà xiǎo « grand et petit »), d’où le nom anglais de « big and small » et, à Macao, cussec (et, familièrement, clu-clu), est un jeu de casino se jouant avec trois dés. Il se joue dans différents pays, entre autres le Canada. Il est désormais autorisé en France et a fait son apparition au casino Partouche de Forges-les-Eaux le 17 janvier 2014.
Grand hazard et chuck-a-luck,,. sont des variantes, toutes deux d'origine anglaise. La signification littérale de sic bo est "dés précieux", tandis que dai siu et dai sai signifient "grand [ou] petit". Le sic bo est un jeu de casino, populaire en Asie et largement joué (sous le nom de dai siu) dans les casinos de Macao, Hong Kong. Il est joué aux Philippines sous le nom de hi-lo. Il a été introduit aux États-Unis par des immigrants chinois au début du XXe siècle et peut maintenant être trouvé dans la plupart des casinos américains. Depuis 2002, il peut être joué légalement dans les casinos agréés au Royaume-Uni.
La façon de jouer implique de parier qu'une certaine condition (par exemple, que les trois dés afficheront la même valeur) sera satisfaite lors d'un lancer de dés.

## Histoire

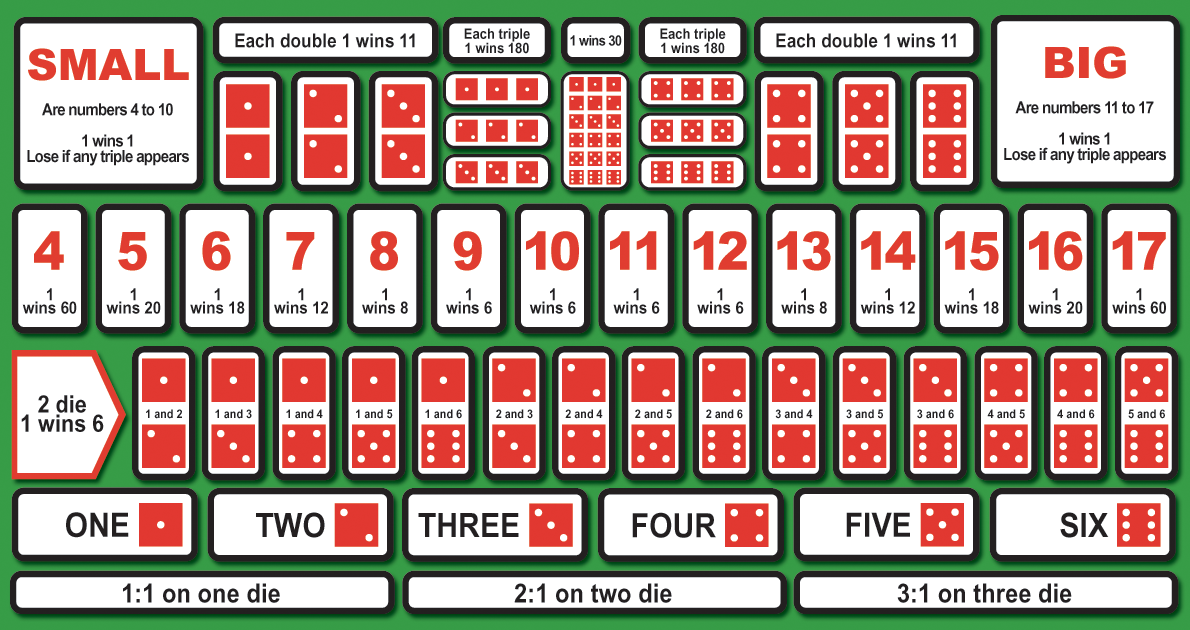
Table de Sic Bo au Royaume-Uni.

Le jeu est d'origine chinoise. Le terme signifie « dés précieux ». Le jeu est également appelé selon les régions « tai sai ». Il arrive au début du XXe siècle aux États-Unis apporté par une vague d'immigration chinoise. En Europe, son arrivée est plus récente. Il n'a été autorisé au Royaume-Uni qu'en  2002. Le jeu est particulièrement joué à Macao, où il s'agit du principal jeu de table.

## Le jeu
Les joueurs placent leurs mises sur des zones d'une table qui a été divisée en cases de score nommées. Le croupier prend ensuite un petit coffre contenant les dés, qu'il ferme et secoue, avant d'ouvrir le coffre pour révéler la combinaison.

## Combinaisons
Contrairement au craps où une même « donne » peut durer plusieurs coups de dés, jusqu'à ce que le lanceur gagne ou perde, le sic bo se joue sur un unique lancer de trois dés. Contrairement aux autres jeux de casino, les rapports peuvent varier selon les endroits. Les pontes peuvent miser sur les combinaisons suivantes :
| Nom                                   | Description | Probabilité                                                           | Rapport (nombre de fois la mise) à Macao              |
| ------------------------------------- | --- | --------------------------------------------------------------------- | ----------------------------------------------------- |
| Passe                                 | Le score total des trois dés est entre 11 et 17 (inclus) à l'exception des triples.                             | 48,6 %                                                                | 1                                                     |
| Manque                                | Le score total des trois dés est entre 4 et 10 (inclus) à l'exception des triples.                              | 48,6 %                                                                | 1                                                     |
| Triples                               | Un triple précis                                                                                                | 0,46 %                                                                | 150                                                   |
| Double                                | Un double précis. Un triplé vous sera payé comme un double.                                                     | 7,41 %                                                                | 8                                                     |
| Any triple                            | Un triple apparaît (n'importe lequel).                                                                          | 2,8 %                                                                 | 24                                                    |
| Total Mise sur le total des trois dés | 4 (ou 17 : même probabilité et rapport)                                                                         | 1,4 %                                                                 | 50                                                    |
| Total Mise sur le total des trois dés | 5 (ou 16 : même probabilité et rapport)                                                                         | 2,8 %                                                                 | 18                                                    |
| Total Mise sur le total des trois dés | 6 (ou 15 : même probabilité et rapport)                                                                         | 4,6 %                                                                 | 14                                                    |
| Total Mise sur le total des trois dés | 7 (ou 14 : même probabilité et rapport)                                                                         | 6,9 %                                                                 | 12                                                    |
| Total Mise sur le total des trois dés | 8 (ou 13 : même probabilité et rapport)                                                                         | 9,7 %                                                                 | 8                                                     |
| Total Mise sur le total des trois dés | 9 (ou 12 : même probabilité et rapport)                                                                         | 11,6 %                                                                | 6                                                     |
| Total Mise sur le total des trois dés | 10 (ou 11 : même probabilité et rapport)                                                                        | 12,5 %                                                                | 6                                                     |
| Une combinaison                       | Pari sur n'importe quelle combinaison de deux dés (1-2;1-3;1-4;1-5;1-6;2-3;2-4;2-5;2-6;3-4;3-5;3-6;4-5;4-6;5-6) | 13,9 %                                                                | 5                                                     |
| Numéro unique                         | Pari sur un des six chiffres 1, 2, 3, 4, 5, ou 6 de chaque dé                                                   | Le numéro apparaît : 1 fois : 34,72 % 2 fois : 6,94 % 3 fois : 0,46 % | Le numéro apparaît : 1 fois : 1 2 fois : 2 3 fois : 3 |

Selon les pays d'autres combinaisons sont possibles : au Royaume-Uni et en Nouvelle-Zélande il est par exemple aussi possible de parier sur les résultats (somme des trois dés) pairs ou impairs.

## Variantes
Grand Hazard est un jeu de hasard d'origine anglaise, également joué avec trois dés. Il est différent d'un autre jeu de hasard anglais appelé Hazard, qui se joue avec deux dés. Les dés sont soit lancés avec une tasse, soit roulés dans une goulotte contenant une série de plans inclinés appelée "goulotte de hasard", ce qui fait tourner les dés lorsqu'ils tombent. Lorsque les trois dés affichent la même valeur, on les appelle des « raffles » et ils rapportent 18 pour 1,.
Chuck-a-luck, également connu sous les noms de « sweat cloth », « chuckerluck » et « birdcage », est une variante originaire des États-Unis, dérivée du grand hazard. Dans ce jeu, les trois dés sont placés dans une structure ressemblant à une cage à oiseaux en fil métallique, qui tourne sur son axe central. Le croupier fait pivoter la cage, les dés tombant au fond. Chuck-a-luck se concentre généralement sur les paris simples, parfois avec un pari supplémentaire pour un « triple » (trois dés affichant le même numéro) avec des chances d'environ 30 contre 1. Autrefois populaire dans les casinos du Nevada, ce jeu est aujourd'hui rare et souvent remplacé par des tables de sic bo.